# Brachodes staudingeri
Brachodes staudingeri is een vlindersoort uit de familie Brachodidae. De wetenschappelijke naam is voor het eerst geldig gepubliceerd in 1998 door Kallies.
De soort komt voor in Europa.